# Tinnitus-Retraining-Therapie
Die Tinnitus-Retraining-Therapie ist eine Behandlungsmethode zur Linderung des chronischen Tinnitus, die 1990 von Jastreboff und Hazell entwickelt wurde. Die Therapie zielt weniger auf die Entstehung des Tinnitus, vielmehr wird die Verarbeitung des Tinnitus im zentralen Nervensystem und somit die bewusste Wahrnehmung in den Mittelpunkt gestellt.
Die Retraining-Therapie stützt sich auf drei Säulen:
- Aufklärung und Beratung des Patienten über den Tinnitus
- Hörtherapie mit verhaltenstherapeutischen Aspekten, unter Umständen auch ein Tinnitus-Noiser, der ein zusätzliches Geräusch erzeugt.
- Psychotherapeutische Begleitung, um den Umgang mit dem Ohrgeräusch zu erleichtern, unterstützend Methoden wie autogenes Training und Sport.

## Grundlagen
Im Innenohr werden Geräusche und akustische Signale aufgenommen. Bereits auf der nächsten Ebene im Bereich des Hirnstammes findet eine Steuerung der vom akustischen System ausgelösten Reflexe statt (etwa Fluchtreflex nach Hundegebell).
Tinnitus erzeugt in dieser Ebene negative Stimmungslagen und Ängste. Dieser Bereich des Hirnstamms steht in Verbindung mit höheren akustischen Zentren und mit dem Limbischen System, das die menschliche Gefühlswelt steuert. Hier werden Geräusche als angenehm oder unangenehm empfunden. All diese Wahrnehmungen und Empfindungen bestimmen schließlich einen Höreindruck, der im primären Hörzentrum bewusst wird. Erstaunlicherweise können diese Wahrnehmungen aktiv beeinflusst werden, indem etwa Störlärm unterdrückt oder herausgefiltert werden kann. Die Gewöhnung an ständigen Begleitlärm ist eine Form der Habituation.
Genau dieser Mechanismus scheint laut den Theorien von Hazell und Jastreboff bei Tinnitus-Patienten zu versagen: Es gelingt nicht, den Tinnitus zu unterdrücken, vielmehr wird er als angstauslösend, störend und unangenehm empfunden. Dadurch wird die Aufmerksamkeit auf das Ohrgeräusch gelenkt und der unangenehme Eindruck weiter verstärkt.
Die Störung umfasst damit im Wesentlichen das Limbische System und weniger das eigentliche Hören im Innenohr und in der Hörbahn. Dies könnte unter Umständen auch erklären, warum die bisherigen Therapieversuche, wie durchblutungsfördende Medikamente, Sauerstoffüberdruckbehandlung, Infusionen usw., die eigentlich das Innenohr beeinflussen sollten, keine befriedigenden Lösungen brachten, da die Störungen in höheren akustischen Zentren davon unbeeinflusst bleiben.
Auf diesen Überlegungen baut die Tinnitus-Retraining-Therapie auf: Es soll weniger der eigentliche Tinnitus bekämpft werden, sondern es soll die unangenehme Wahrnehmung zurückgeführt werden.

## Elemente

### Beratung
Das erste Element dieser Behandlung ist das sogenannte Tinnitus-Counseling. Hierunter ist keine Psychotherapie im eigentlichen Sinn zu verstehen. Vielmehr sollen dem Patienten in einer Art von Unterricht möglichst viele Informationen über Tinnitus und das neurophysiologische Tinnitusmodell gegeben werden, um so Ängste abzubauen. Auf diese Weise soll ein – laut den Theorien von Hazell und Jastreboff – korrekter Umgang mit dem Tinnitus eingeleitet werden.

### Noiser, Masker
Der Tinnitus tritt oft in Zusammenhang mit Hörstörungen auf (degenerative Innenohrschwerhörigkeit, Altersschwerhörigkeit, Lärmschwerhörigkeit, Hörsturz, Morbus Menière, Knalltrauma).
Besteht eine gröbere Hörstörung, die mit einem Hörgerät versorgt werden sollte, so können Geräte angewendet werden, die sowohl als Hörgerät funktionieren als auch ein breitbandiges Rauschen, das zur Retraining-Therapie verwendet werden kann, abgeben können.
Als zweites Element kommen daher häufig Rauschgeräte (Tinnitus-Noiser, Audiostimulator, Tinnitus Control Instrument, Tinnitus-Masker) zum Einsatz. Hierzu wird dem Patienten mit Hilfe eines einem Hörgerät ähnlichen kleinen Apparates, einem sogenannten Noiser oder Masker, ein leises, wenig störendes Geräusch angeboten. Viele Tinnituspatienten fanden einen Aufenthalt an einem murmelnden, plätschernden Bach oder den Einsatz eines leise rauschenden Zimmerbrunnens als Erleichterung ihres Leidens. Der Patient soll damit lernen, durch bewusstes Hinhören auf dieses nicht störende Geräusch aus seiner negativen Einstellung zu Geräuschen herausgeführt zu werden. Der Tinnitus-Noiser darf nicht so laut eingestellt werden, dass der störende Tinnitus maskiert, also übertönt, wird, da sonst keine Gewöhnung bzw. Habituation an den Tinnitus stattfinden kann. Diese Retraining-Therapie fußt also unter anderem auf der Idee, dass der Patient sich an ein leises Geräusch des Noisers gewöhnt und dabei lernt, auch sein eigenes störendes Ohrgeräusch, den Tinnitus, als nicht mehr unangenehm zu empfinden. Oft werden auf Anraten der Fachärzte beide Ohren bis zu 8 Stunden täglich mit dem Noiser berauscht, da die Hörwahrnehmung des gesamten Gehirns darauf trainiert werden soll. Derartige Geräte können speziell auf jeden Patienten abgestimmt werden. Die Erfolgsquote liegt etwa bei 50 %. Solch ein Prozess dauert meist Monate, oft mehr als ein Jahr.
Ein neuer Ansatz ist der Ausgleich mit Hilfe von schwachen Hörgeräten, da durch das Verstärken von Umweltgeräuschen die Filterfunktion des Hörzentrums noch besser angeregt wird.
Einschränkend muss festgehalten werden, dass der Nutzen der Tinnitus-Noiser bislang nicht erwiesen werden konnte. Vergleichsstudien, in denen bei einem Teil der Patienten auf Noiser verzichtet wurde, konnten vielmehr keine Gruppenunterschiede feststellen. Darüber hinaus bietet die oft uneinheitliche und wenig standardisierte Anwendung der Tinnitus-Retraining-Therapie Anlass zu Kritik. Ein systematischer Studienüberblick der Cochrane Collaboration aus dem Jahr 2010 kommt abschließend zu dem Ergebnis, dass keine qualitativ ausreichende Studien existieren, die die Wirksamkeit der Behandlung belegen. Lediglich eine einzige randomisierte, kontrollierte Studie deute an, dass Tinnitus Retraining effektiver als die Behandlung mit einem Tinnitus-Masker sei. Diese Untersuchung sei jedoch von niedriger Qualität.
Zur Gerätetechnik siehe Hörgerät#Tinnitusmasker

### Psychotherapeutische Behandlung
Speziell im deutschsprachigen Raum hat sich – den Leitlinien der Arbeitsgemeinschaft Deutschsprachiger Audiologen und Neurootologen (ADANO) folgend – eine Variante der Tinnitus-Retraining-Therapie etabliert, in die bei relevanter psychischer Belastung des Patienten (sogenannter „dekompensierter Tinnitus“, siehe Goebel und Hiller 1998), zusätzlich zu den bereits beschriebenen Elementen auch eine tinnituszentrierte psychotherapeutische Behandlung (siehe auch kognitive Verhaltenstherapie) durchgeführt wird.
Bislang wurden im deutschsprachigen Raum zwei Handbücher veröffentlicht, in denen Inhalte und Materialien zur Gestaltung einer tinnituszentrierten psychotherapeutischen Intervention dargelegt sind. Dabei handelt es sich um das „Tinnitus-Bewältigungs-Training“ (TBT, Kröner-Herwig 1997) und die „Psychologische Tinnitus-Therapie“ (PTT, D’Amelio 2002).

## Wirksamkeit
Weil die Wirksamkeit dieser Kombinationstherapie nicht besser ist als die von kognitiver Verhaltenstherapie allein, wurde von den maßgeblichen medizinischen Fachgesellschaften erstmals 2010 und dann erneut 2015 nur letztere allein empfohlen.